# Régis Fender
Pour les articles homonymes, voir Fender (homonymie).
Régis Fender est un écrivain voyageur français né le 23 mars 1972 à Thionville.

## Biographie
Après des études de droit, de sociologie, puis de naturopathie, Régis Fender a alterné les métiers (musicien, menuisier, ouvrier, cadre, livreur, …) afin de financer ses voyages en Afrique de l'Ouest, en Amérique du Sud et en Europe.
Il voyage essentiellement à pied et à vélo.
En 2009, il réalise la première traversée du Sahara en solitaire au guidon d'un vélo pliant à une seule vitesse,. 
En 2010, il rejoint le Cercle Arctique, toujours en solitaire, au guidon de ce même vélo pliant à courroie. Voyage qu'il entreprend en mémoire de son grand ami, Bernard Herbe, disparu tragiquement peu de temps avant.
Depuis 2008, il travaille également aux côtés d'adultes en situation de handicap mental avec lesquels il a, notamment, réalisé un court métrage (Té Ki Toi ?) sélectionné au festival du film « Regards Croisés » de Nîmes.

### Récits de voyages
- Le chant du monde, Lulu.com, 2008
- Le litanie des jours, Lulu, 2008
- Bonjour, Lulu, 2010
- Les larmes d'Apollon, Lulu, 2011
- Abécédaire du voyage, Lulu, 115 pages, 2013  (ISBN 978-1291324372)

### Essai
- Pleine Terre, Lulu.com, 2007

### Poésies
- Le banquet sauvage, Lulu.com, 2007